# كولومان سوكول
كولومان سوكول Koloman Sokol (1902 – 2003) هو أحد أبرز الرسامين والنقاشين في سلوفاكيا. وهو مؤسس فن النقش السلوفاكي الحديث.